# Eisei Meijin
Eisei Meijin (永世名人?  lit. Maestro Inmortal) es un videojuego de Shōgi publicado por Konami para PlayStation y Sega Saturn en septiembre de 1995 solamente en Japón.